# رمضان شطا
رمضان شطا (25 نوفيمبر 1939 - 10 أغسطس 2017 ) ممثل ومسرحي تونسي .اشتهر بدور حميداتو في مسلسل محل شاهد مع الفنانة دلندة عبدو وشارك في عديد الأعمال المسرحية واشهرها مسرحية مارشال عمار كما شارك في مسلسل الخطاب على الباب وأعمال فنية أخرى.

## فيلموغرافيا

### الأفلام
- 1968 : المتمرد لعمار الخليفي ومحمد المرزوقي
- 1972 : في بلاد الطررني لفريد بوغدير وحمّودة بن حليمة والهادي بن خليفة وعلي الدوعاجي ومحمد ياسين

### المسلسلات
- 1979 : محل شاهد لأبو لبابة مرابط ورمضان شطا
- 1996-1997 : الخطاب على الباب لصلاح الدين الصيد وعلي اللواتي والمنصف البلدي (ضيف شرف الحلقات 1 و2 و7 و9 و11 إلى 15 من الموسم 1 وأحد أبطال الموسم 2) بدور التيجاني كلسيطة.

### المسرحيات
- 1967 : الماريشال لعبد الرزاق الحمامي وعلي بن عياد ونور الدين القصباوي

## وفاته
توفي يوم 10 أغسطس 2017 عن عمر يناهز الـ77 سنة بعد صراع مع المرض.

## وصلة خارجية
- رمضان شطا على موقع IMDb (الإنجليزية)
- رمضان شطا على موقع قاعدة بيانات الأفلام العربية

رمضان شطا على قاعدة بيانات الأفلام العربية.